# Найдо Стаменин
Найдо Стаменин с псевдоним Орлов (на македонска литературна норма: Најдо Стаменин) е югославски партизанин и деец на комунистическата съпротива във Вардарска Македония.

## Биография
Роден е на 1 януари 1910 година в неготинското село Дуброво. През септември 1941 година става член на ЮКП, а после и на Местния комитет на ЮКП за Неготино. Влиза в Гевгелийски народоосвободителен партизански отряд. Изявява се като командир на чета, а после и командир на Народоосвободителен батальон „Страшо Пинджур“ и девета македонска ударна бригада. Делегат е на Първото заседание на АСНОМ. След Втората световна война заема различни военни длъжности в Прилеп, Неготино, Скопие и УДБА. Носител на Партизански възпоменателен медал 1941 година..